# Provincia Messina
Messina este o provincie în regiunea Sicilia în Italia.